# Jake Walman
Jake Walman, född 20 februari 1996, är en kanadensisk-amerikansk professionell ishockeyback som spelar för Detroit Red Wings i NHL.
Han har tidigare spelat för St. Louis Blues i NHL; Chicago Wolves, Binghamton Devils och San Antonio Rampage i AHL samt Providence Friars i National Collegiate Athletic Association (NCAA).
Walman draftades av St. Louis Blues i tredje rundan i 2014 års draft som 82:a spelare totalt.

## Statistik
| 2011–2012   | North York Rangers    | GTHL        | 33  | 10 | 12 | 22 | 18  | — | — | — | — | —  |
| 2012–2013   | Toronto Jr. Canadiens | GTHL        | 30  | 6  | 12 | 18 | 8   | 7 | 1 | 1 | 2 | 16 |
| 2013–2014   | Toronto Jr. Canadiens | OJHL        | 43  | 7  | 26 | 33 | 87  | — | — | — | — | —  |
| 2014–2015   | Providence Friars     | NCAA        | 41  | 1  | 15 | 16 | 44  | — | — | — | — | —  |
| 2015–2016   | Providence Friars     | NCAA        | 27  | 13 | 15 | 28 | 20  | — | — | — | — | —  |
| 2016–2017   | Providence Friars     | NCAA        | 39  | 7  | 18 | 25 | 42  | — | — | — | — | —  |
|             | Chicago Wolves        | AHL         | 7   | 2  | 1  | 3  | 2   | 8 | 2 | 1 | 3 | 2  |
| 2017–2018   | Chicago Wolves        | AHL         | 40  | 2  | 11 | 13 | 14  | — | — | — | — | —  |
|             | Binghamton Devils     | AHL         | 19  | 2  | 5  | 7  | 10  | — | — | — | — | —  |
| 2018–2019   | San Antonio Rampage   | AHL         | 66  | 3  | 10 | 13 | 48  | — | — | — | — | —  |
| 2019–2020   | St. Louis Blues       | NHL         | 1   | 0  | 0  | 0  | 0   | — | — | — | — | —  |
|             | San Antonio Rampage   | AHL         | 57  | 8  | 19 | 27 | 32  | — | — | — | — | —  |
| 2020–2021   | St. Louis Blues       | NHL         | 24  | 1  | 1  | 2  | 8   | 1 | 0 | 0 | 0 | 0  |
| 2021–2022   | St. Louis Blues       | NHL         | 24  | 1  | 1  | 2  | 8   | — | — | — | — | —  |
|             | Detroit Red Wings     | NHL         | 19  | 0  | 4  | 4  | 4   | — | — | — | — | —  |
| 2022–2023   | Detroit Red Wings     | NHL         | 63  | 9  | 9  | 18 | 45  | — | — | — | — | —  |
| NHL totalt  | NHL totalt            | NHL totalt  | 139 | 13 | 17 | 30 | 63  | 1 | 0 | 0 | 0 | 0  |
| AHL totalt  | AHL totalt            | AHL totalt  | 189 | 17 | 46 | 63 | 106 | 8 | 2 | 1 | 3 | 2  |
| NCAA totalt | NCAA totalt           | NCAA totalt | 107 | 21 | 48 | 69 | 106 | — | — | — | — | —  |